# Larry Hennig

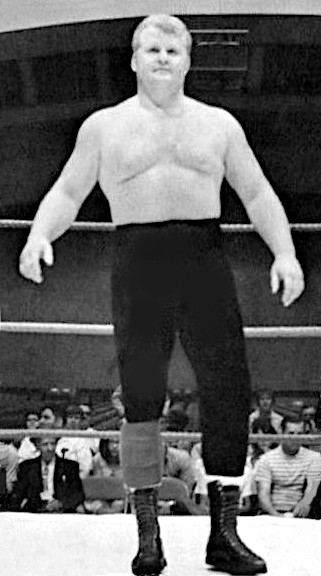

Larry Hennig (Minneapolis, 18 de junho de 1936 - Minneapolis, 6 de dezembro de 2018) foi um lutador de wrestling norte-americano. Larry é pai de "Mr. Perfect" Curt Hennig (1958-2003) e avô de Curtis Axel.

## Biografia
Nascido em 1939, Larry era filho dos lutadores Americo Frank (1900-1987) e Fiana Francol (1907-1967). E era neto do treinador Chief Fers Houg (1851-1943). Iniciou a carreira em 1956 e se aposentou em 1985.

## Morte
Faleceu no dia 6 de dezembro de 2018, aos 82 anos de idade.